# Retrato de hombre (Antonello da Messina)
Este es uno de los más conocidos cuadros del pintor italiano Antonello da Messina con el nombre de Retrato de hombre (en italiano, Ritratto d'uomo). Está realizado al óleo sobre tabla de álamo. Mide 35,6 cm de alto y 25,4 cm de ancho. Fue pintado hacia 1475, encontrándose actualmente en la National Gallery de Londres, Reino Unido, donde se exhibe con el título inglés de Portrait of a Man.
Fue adquirido por la National Gallery en 1883. Se considera que este cuadro es obra tardía de su autor. Probablemente existió originariamente un pedestal en la base con la firma del autor, pero ahora ya no existe.
Se piensa a menudo que es un autorretrato, debido a la mirada directa del personaje, como si se hubiera pintado mirando un espejo. No obstante, el análisis con rayos X revela que antes los ojos miraban hacia el otro lado, con lo que se ha puesto en duda la teoría del autorretrato.
Antonello fue uno de los primeros artistas italianos que aprendieron del arte flamenco. La atención al detalle, como la descripción de cada uno de los pelos de la barba, la atención a la textura de la piel, la intensidad expresiva de este retrato lo asemejan a los retratos flamencos. Este detalle y realismo sólo se consiguen con una gran habilidad en la pintura al óleo.

## Otros
Hay varios retratos de hombre del mismo pintor, datables entre 1460 y 1478.

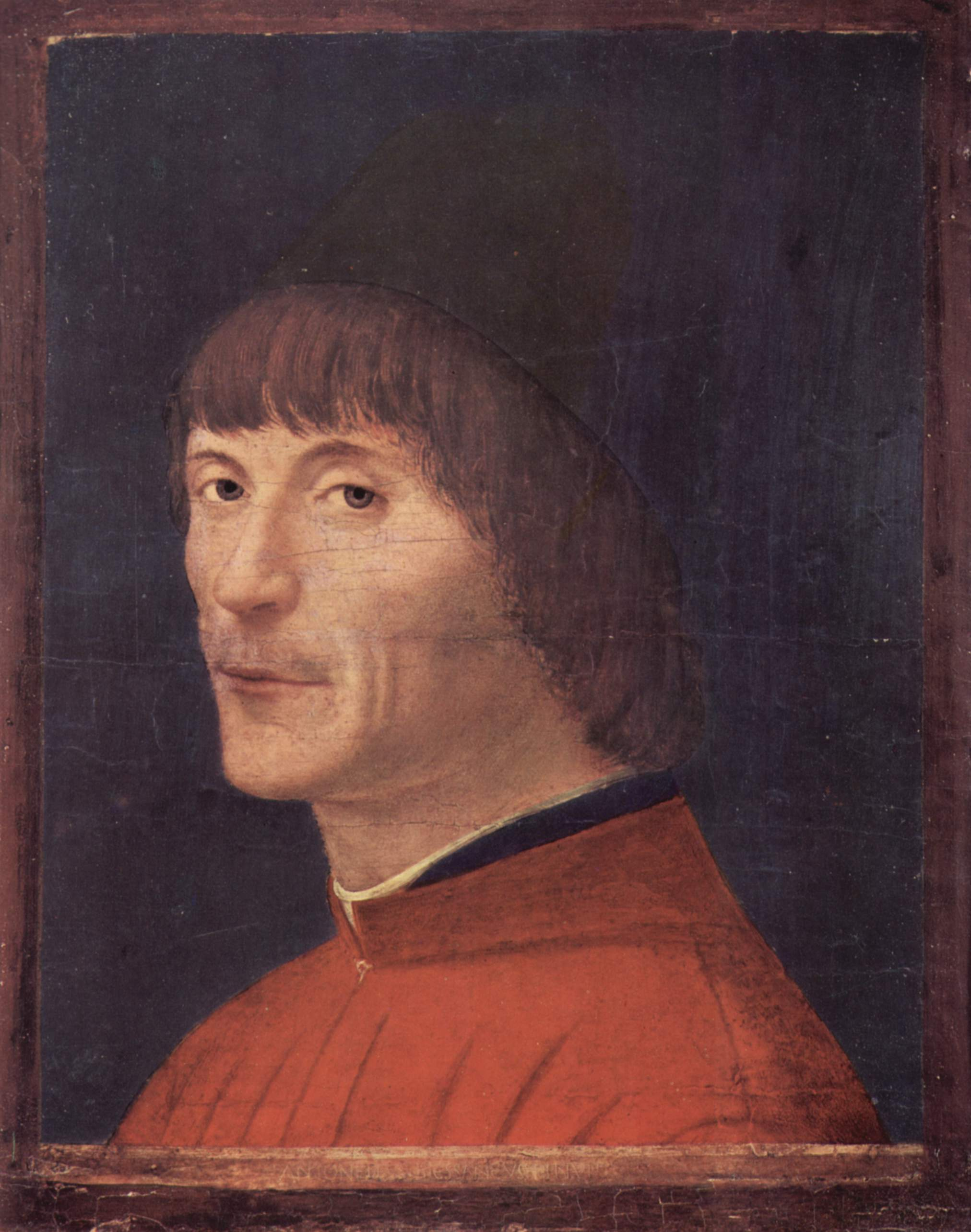
Década de 1460 (Museo de la Ciudad, Pavía).
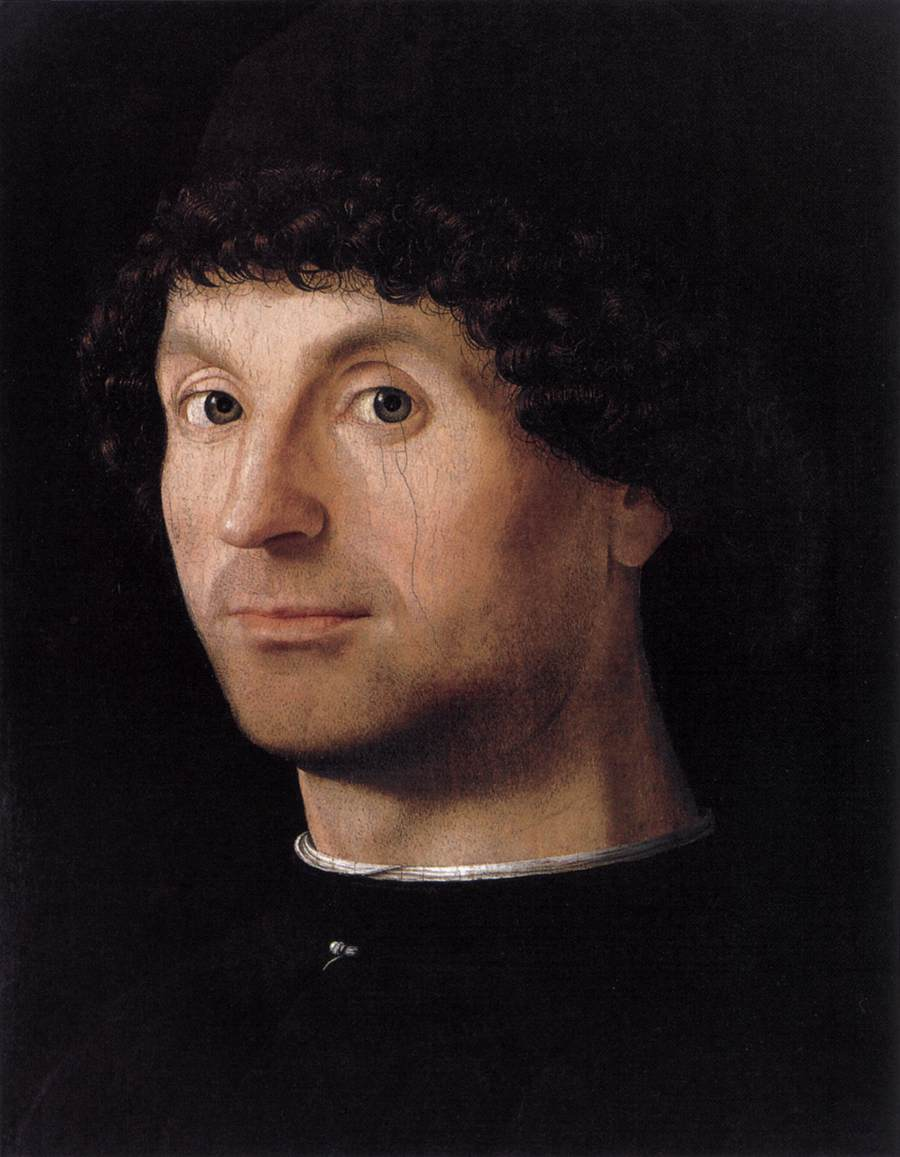
ca. 1475 (Thyssen, Madrid).
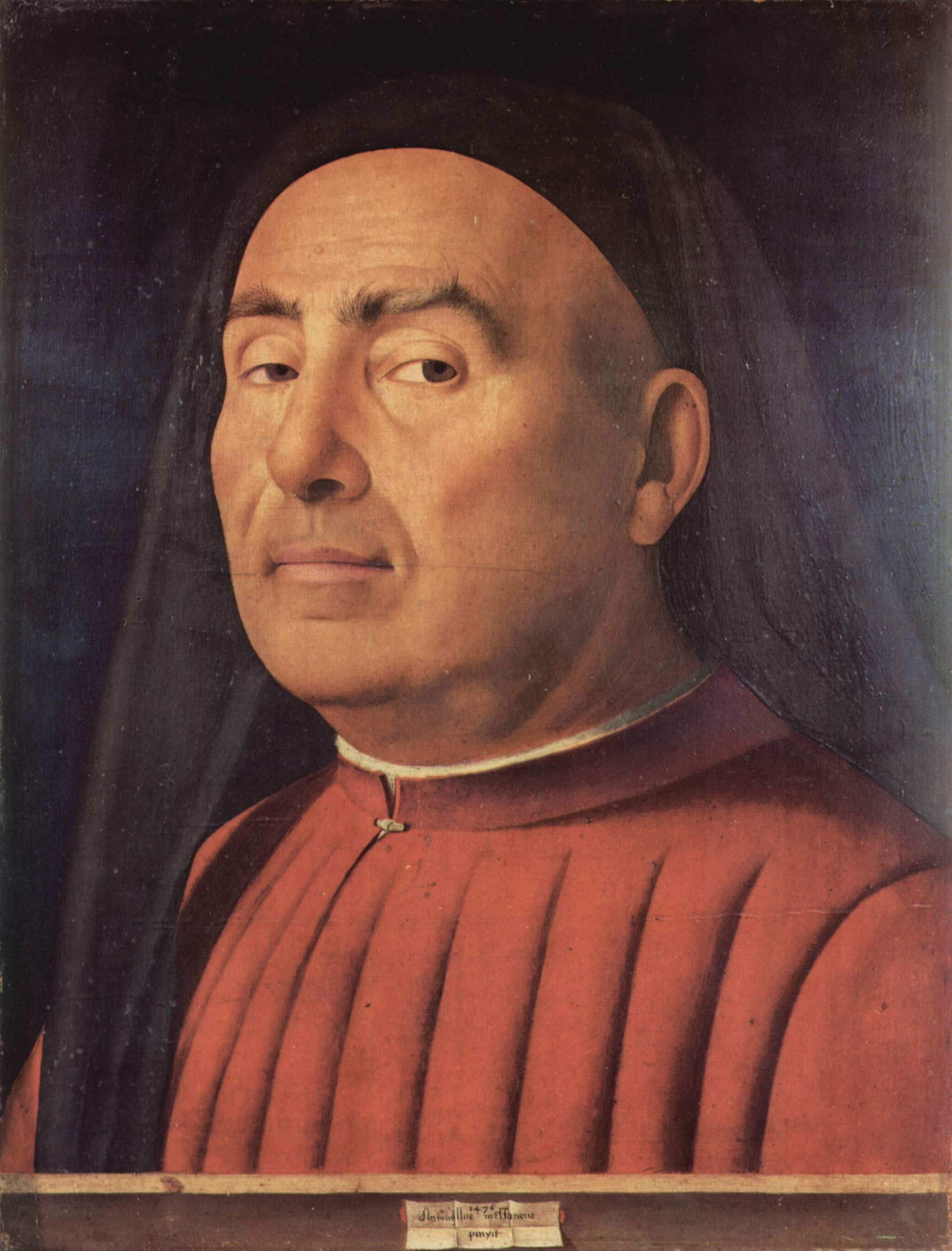
El llamado Trivulzio (denominación no indicativa de la denominación del retratado). 1476 (Museo Cívico de Arte Antiguo, Turín).
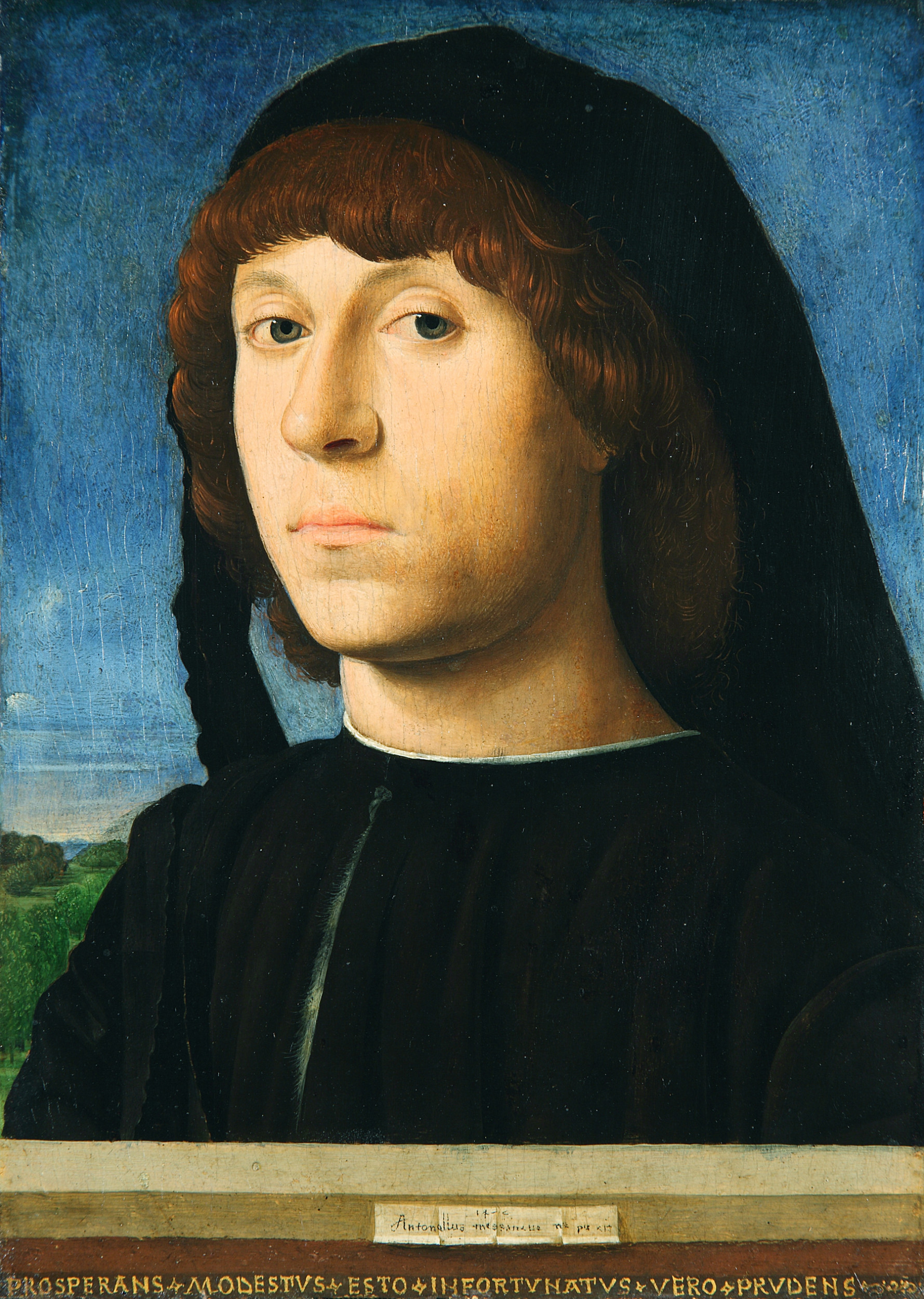
1478 (Gemäldegalerie, Berlín).
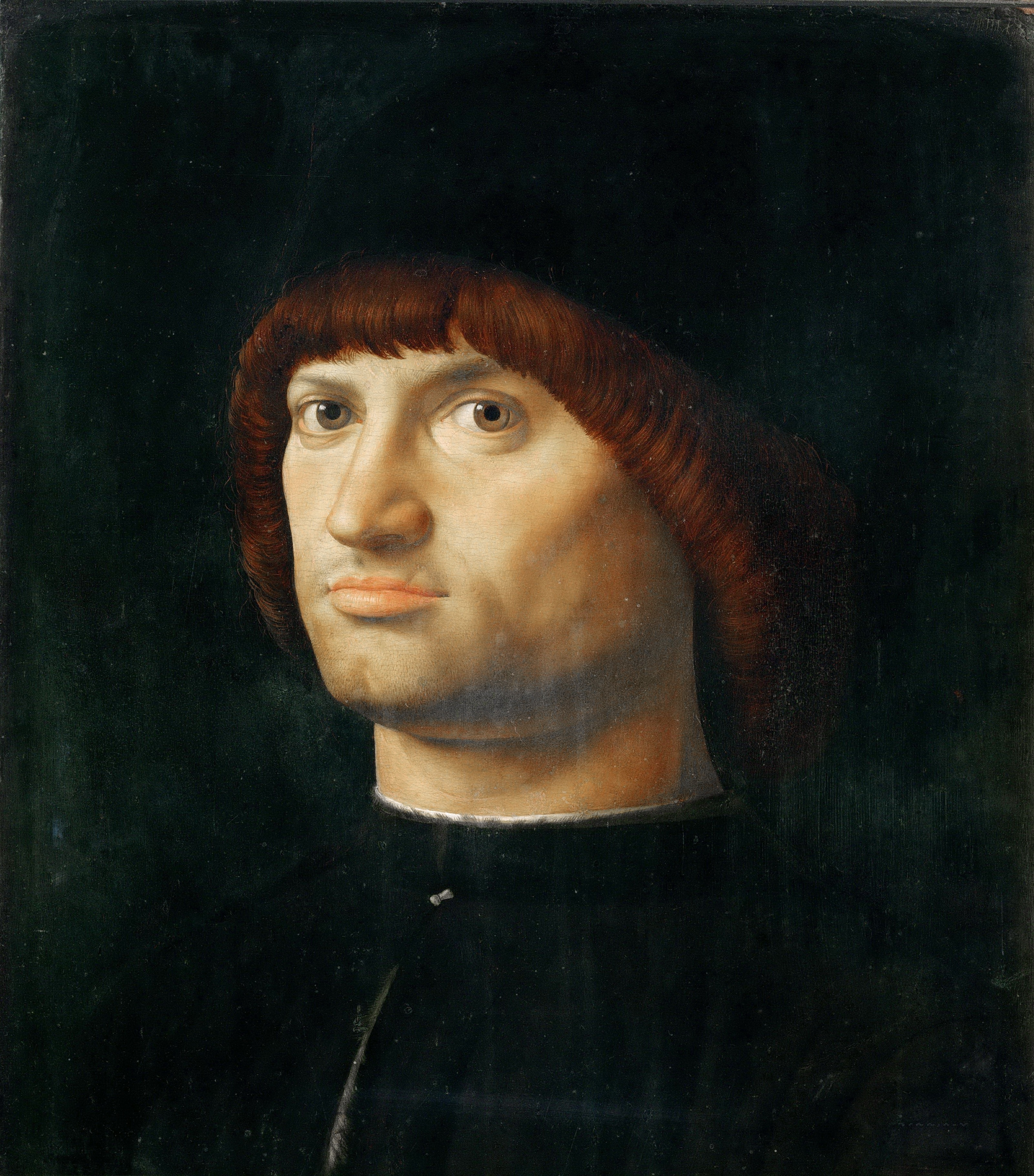
El llamado Il condottiero, Louvre, París, ca. 1475.